# Solowjow D-30

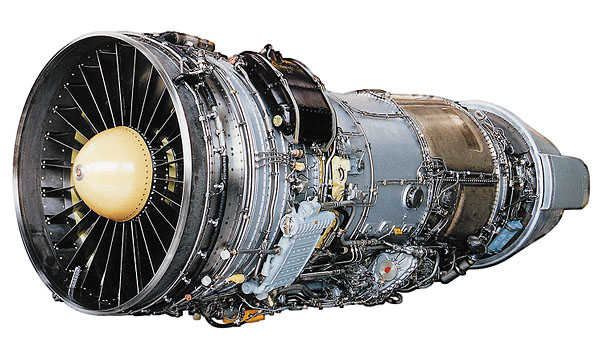
Solowjow D-30KU

Das Solowjow D-30 (russisch Соловьёв Д-30) ist ein sowjetisches Zweiwellen-Mantelstromtriebwerk, das von Pawel Solowjow bei Awiadwigatel in Perm in den 1960er-Jahren konstruiert wurde.
Es war seinerzeit eines der modernsten Triebwerke, wurde 1967 erstmals in einer Tupolew Tu-134 von Aeroflot kommerziell verwendet und in verschiedenen Versionen weiterentwickelt.

## Versionen

### D-30
Die ursprüngliche Version des D-30 von 1964 mit 6.800 kp Schub für das Kurzstrecken-Verkehrsflugzeug Tupolew Tu-134 wurde ab 1974 für Folgeversionen Tu-134A und Tu-134B zum D-30 Serie 2 (1970) und D-30 Serie 3 (1980) mit einer Schubumkehr ausgestattet. Der Fandurchmesser betrug 1.050 mm, die Masse 1.550 bis 1.810 kg.

### D-30KP
Das D-30KP von 1974 mit 12.000 kp Schub treibt das Frachtflugzeug Iljuschin Il-76 an.
Eine verbesserte Version des Triebwerks verfügt über einen neuen und größeren Fan, der sowohl den Schub steigert als auch den Kraftstoffverbrauch und die Lärmemission senkt. Die Bezeichnung für diese Version lautet D-30KP3 „Burlak“; es können auch ältere Triebwerke umgerüstet werden.

### D-30KU
Das D-30KU Serie 1 mit 11.000 kp Schub von 1975 ist das meistproduzierte Strahltriebwerk der Sowjetunion. Es wird im Langstrecken-Verkehrsflugzeug IL-62M verwendet. Diese Triebwerke waren wirtschaftlicher und verfügten über eine bessere Schubumkehr, denn der Fandurchmesser wurde auf 1.455 mm vergrößert. Die Masse erhöhte sich dadurch auf 2.985 kg.

### D-30KU-154
Mit dem D-30KU-154 (1986) mit 10.500 kp Schub konnte die Tupolew Tu-154M die Lärmbedingungen nach ICAO Chapter 3 erfüllen. Durch die Lärmdämpfung wuchs die Masse auf 3.126 kg.

### D-30F6
Diese Version mit Nachbrenner wird im Abfangjäger Mikojan-Gurewitsch MiG-31 eingesetzt und entwickelt einen Schub von 93,2 kN ohne und 152,1 kN mit Nachbrenner.

## Technische Daten
| Kenngröße                | Daten D-30F6       |
| ------------------------ | ------------------ |
| Schub                    | 152,1 kN / 93,2 kN |
| Nebenstromverhältnis     | 0,57:1             |
| Luftdurchsatz            | 150 kg/s           |
| Gesamtdruckverhältnis    | 21,15:1            |
| Länge                    | 7,04 m             |
| Durchmesser              | 1,02 m             |
| Trockenmasse             | 2416 kg            |
| Verdichterstufen (ND/HD) | 5 / 10             |
| Turbinenstufen (ND/HD)   | 2 / 2              |